# 27. ceremonia wręczenia nagród Goya
27. ceremonia wręczenia hiszpańskich nagród filmowych Goya za rok 2012, odbyła się 17 lutego 2013. roku w Centro de Congresos Príncipe Felipe del Hotel Auditorium w Madrycie. Nominacje do nagród zostały ogłoszone 8 stycznia 2013 roku.
Nominacje ogłoszono w 28 kategoriach, nagrodę honorową otrzymała aktorka Concha Velasco.

## Nagrody i nominacje
Laureaci nagród wyróżnieni są wytłuszczeniem

### Najlepszy film
- Pablo Berger − Śnieżka
  - Juan Antonio Bayona − Niemożliwe
  - Fernando Trueba − Artysta i modelka
  - Alberto Rodríguez − Operacja Expo

### Najlepsza reżyseria
- Juan Antonio Bayona − Niemożliwe
  - Pablo Berger − Śnieżka
  - Fernando Trueba − Artysta i modelka
  - Alberto Rodríguez − Operacja Expo

### Najlepszy debiut reżyserski
- Enrique Gato − Tedi i poszukiwacze zaginionego miasta
  - Paco León − Wybuchowa Carmina
  - Isabel de Ocampo − Evelyn
  - Oriol Paulo − Trup

### Najlepszy scenariusz oryginalny
- Pablo Berger − Śnieżka
  - Fernando Trueba i Jean-Claude Carrière − Artysta i modelka
  - Alberto Rodríguez i Rafael Cobos − Operacja Expo
  - Sergio G. Sánchez − Niemożliwe

### Najlepszy scenariusz adaptowany
- Javier Barreira, Gorka Magallón, Ignacio del Moral, Jordi Gasull i Neil Landau − Tedi i poszukiwacze zaginionego miasta
  - Jorge Guerricaechevarría i Sergio G. Sánchez − Fin
  - Javier Gullón i Jorge Arenillas − Najeźdźca
  - Ramón Salazar − Tylko ciebie chcę
  - Manuel Rivas − Todo es silencio

### Najlepszy aktor
- José Sacristán − Martwy i szczęśliwy
  - Daniel Giménez Cacho − Śnieżka
  - Jean Rochefort − Artysta i modelka
  - Antonio de la Torre − Operacja Expo

### Najlepszy aktor drugoplanowy
- Julián Villagrán − Operacja Expo
  - Ewan McGregor − Niemożliwe
  - Josep Maria Pou − Śnieżka
  - Antonio de la Torre − Najeźdźca

### Najlepszy debiutujący aktor
- Joaquín Núñez − Operacja Expo
  - Emilio Gavira − Śnieżka
  - Tom Holland − Niemożliwe
  - Àlex Monner − Dzieciaki poza kontrolą

### Najlepsza aktorka
- Maribel Verdú − Śnieżka
  - Penélope Cruz − Powtórnie narodzony
  - Aida Folch − Artysta i modelka
  - Naomi Watts − Niemożliwe

### Najlepsza aktorka drugoplanowa
- Candela Peña − Wieczni kowboje
  - Chus Lampreave − Artysta i modelka
  - María León − Wybuchowa Carmina
  - Ángela Molina − Śnieżka

### Najlepsza debiutująca aktorka
- Macarena García − Śnieżka
  - Carmina Barrios − Wybuchowa Carmina
  - Estefanía de los Santos − Operacja Expo
  - Cati Solivellas − Dzieciaki poza kontrolą

### Najlepszy film europejski
- Nietykalni, reż. Olivier Nakache i Eric Toledano
  -  Z krwi i kości, reż. Jacques Audiard
  -  U niej w domu, reż. François Ozon
  -  Wstyd, reż. Steve McQueen

### Najlepszy zagraniczny film hiszpańskojęzyczny
- Juan od trupów, reż. Alejandro Brugués
  -  Pragnienie miłości, reż. Michel Franco
  -  Jak mam na imię, reż. Benjamín Ávila
  -  Siedem skrzynek, reż. Juan Carlos Maneglia i Tana Schémbori

### Najlepsza muzyka
- Alfonso Vilallonga − Śnieżka
  - Julio de la Rosa − Operacja Expo
  - Álex Martínez i Zacarías M. de la Riva − Tedi i poszukiwacze zaginionego miasta
  - Fernando Velázquez − Niemożliwe

### Najlepsza piosenka
- No Te Puedo Encontrar z filmu Śnieżka – Pablo Berger i Juan Gómez
  - Líneas Paralelas z filmu Dzieciaki poza kontrolą – Víctor M. Peinado, Pablo Cervantes Gutiérrez i Pablo José Fernández Brenes
  - L'as Tu Vue? z filmu Banda Picassa – Alfonso Albacete i Juan Bardem Aguado
  - Te Voy A Esperar z filmu Tedi i poszukiwacze zaginionego miasta – Juan Magán

### Najlepsze zdjęcia
- Kiko de la Rica − Śnieżka
  - Daniel Vilar − Artysta i modelka
  - Álex Catalán − Operacja Expo
  - Óscar Faura − Niemożliwe

### Najlepszy montaż
- Elena Ruiz i Bernat Vilaplana − Niemożliwe
  - Fernando Franco − Śnieżka
  - Marta Velasco − Artysta i modelka
  - José M.G. Moyano − Operacja Expo
  - David Pinillos i Antonio Frutos − Najeźdźca

### Najlepsza scenografia
- Alain Bainée − Śnieżka
  - Pilar Revuelta − Artysta i modelka
  - Pepe Domínguez del Olmo − Operacja Expo
  - Eugenio Caballero − Niemożliwe

### Najlepsze kostiumy
- Paco Delgado − Śnieżka
  - Lala Huete − Artysta i modelka
  - Fernando García − Operacja Expo
  - Vicente Ruiz − Banda Picassa

### Najlepsza charakteryzacja i fryzury
- Sylvie Imbert i Fermín Galán − Śnieżka
  - Sylvie Imbert i Noé Montes − Artysta i modelka
  - Yolanda Pina − Operacja Expo
  - Alessandro Bertolazzi, David Martí i Montse Ribé − Niemożliwe

### Najlepszy dźwięk
- Peter Glossop, Marc Orts i Oriol Tarragó − Niemożliwe
  - Pierre Gamet, Nacho Royo-Villanova i Eduardo García Castro − Artysta i modelka
  - Daniel de Zayas Ramírez, Nacho Royo-Villanova i Pelayo Gutiérrez − Operacja Expo
  - Sergio Burmann, Nicolas de Poulpiquet i James Muñoz − Najeźdźca

### Najlepszy kierownik produkcji
- Sandra Hermida Muñiz − Niemożliwe
  - Josep Amorós − Śnieżka
  - Angélica Huete − Artysta i modelka
  - Manuela Ocón − Operacja Expo

### Najlepsze efekty specjalne
- Pau Costa i Félix Bergés − Niemożliwe
  - Reyes Abades i Ferrán Piquer − Śnieżka
  - Juan Ventura − Operacja Expo
  - Reyes Abades i Isidro Jiménez − Najeźdźca

### Najlepszy film animowany
- Enrique Gato − Tedi i poszukiwacze zaginionego miasta
  - Ricardo Ramón i Ángel Izquierdo − El corazón del roble
  - Fernando Cortizo − O Apóstolo
  - Gorka Vázquez i Iván Oneka − The Wish Fish

### Najlepszy krótkometrażowy film animowany
- Jaime Maestro − El vendedor de humo
  - Juan Manuel Suárez García − Alfred y Anna
  - Guillermo García Carsí − La noche del océano
  - María del Mar Delgado García i Esaú Dharma Vílchez Corredor − ¿Por qué desaparecieron los dinosaurios?

### Najlepszy film dokumentalny
- Álvaro Longoria − Hijos de las nubes, la última colonia
  - José Manuel Serrano Cueto − Chicas nuevas 24 horas
  - Eduardo Chapero-Jackson − Los mundos sutiles
  - León Simniani − Mapa

### Najlepszy krótkometrażowy film dokumentalny
- Sergio Oksman − Historia dla Państwa Modlin
  - Carlos Hernando − El violinista de Auschwitz
  - Pedro Palacios i Pacheco Iborra − Las viudas de Ifni
  - Javier Rioyo − Un cineasta en La Codorniz

### Najlepszy krótkometrażowy film fabularny
- Esteban Crespo García − Aquel no era yo
  - Marina Seresesky − La boda
  - Natalia Mateo − Ojos que no ven
  - Martin Rosete − Voice Over

### Goya Honorowa
- Concha Velasco (aktorka)

## Podsumowanie ilości nominacji
(Ograniczenie do dwóch nominacji)
18 : Śnieżka
16 : Operacja Expo
14 : Niemożliwe
13 : Artysta i modelka
5 : Tedi i poszukiwacze zaginionego miasta, Najeźdźca
3 : Wybuchowa Carmina, Dzieciaki poza kontrolą
2 : Banda Picassa

## Podsumowanie ilości nagród
(Ograniczenie do dwóch nagród)
10 : Śnieżka
5 : Niemożliwe
3 : Tedi i poszukiwacze zaginionego miasta
2 : Operacja Expo